# Моріс Жирардо
Моріс Жирардо (фр. Maurice Girardot, 22 грудня 1921 — 8 лютого 2020) — французький баскетболіст.
Срібний призер Олімпійських Ігор 1948 року.